# Zilveren boomkussen
Het zilveren boomkussen (Reticularia lycoperdon, synoniem: Enteridium lycoperdon) is een vrijwel over de hele wereld voorkomende slijmzwam. De vruchtlichamen zijn het hele jaar door te vinden, maar vooral in het voorjaar op staand of liggend dood hout, meestal van loofbomen.

## Kenmerken

### Uiterlijke kenmerken
Het aethalium (vruchtlichaam) is kussenvormig en bereikt een diameter van 1 tot 8 cm. De inhoud is aanvankelijk zacht en wit maar wordt later droog en chocoladebruin door de sporen. De buitenkant is wit en dun als papier, daarna zilverachtig glanzend en ten slotte ook chocoladebruin. De huid scheurt open waarna de sporen zich met de hulp van regen en wind verspreiden. De vliezige basis (hypothallus) is wit en omringt de aethalia als een rand. De schede (cortex) is dik en wit tot licht crème van kleur. In doorvallend licht lijkt het geel. Het plasmodium is wit.
Het boomkussen is niet giftig maar wordt als oneetbaar beschouwd.

### Microscopische kenmerken
Het pseudocapillitium is bruin van kleur en heeft donkerbruine korrels van gemiddeld één tot twee micrometer groot. Het weefsel komt voort uit de basis van het aethalium en heeft een cilindrische tot plaatachtige vorm. Het verdeelt zich in fijne haartjes van twee tot tien micrometer breed. Ze kunnen vertakken en groeien samen met de cortex. De draden zijn bedekt met sporenklonten.
De sporen zijn bruin in bulk, lichtbruin bij doorvallend licht en hebben een afgeronde tot afgeknot kegelvormige vorm. Ze hebben een diameter van 7,5 tot 10 micrometer en de helft tot twee derde daarvan is bedekt met een fijnmazig net. Op de rest van het oppervlak zijn er verspreide, puntige wratten. Meestal zijn de sporen verenigd tot klonten die min of meer stevig vastzitten.

## Verspreiding
De soort is wijdverbreid over de hele wereld. Deze slijmzwam komt vrij vaak voor in Centraal-Europa. De variant Americanum komt voor in Amerika. In België en Nederland is het zeer algemeen.

## Foto's

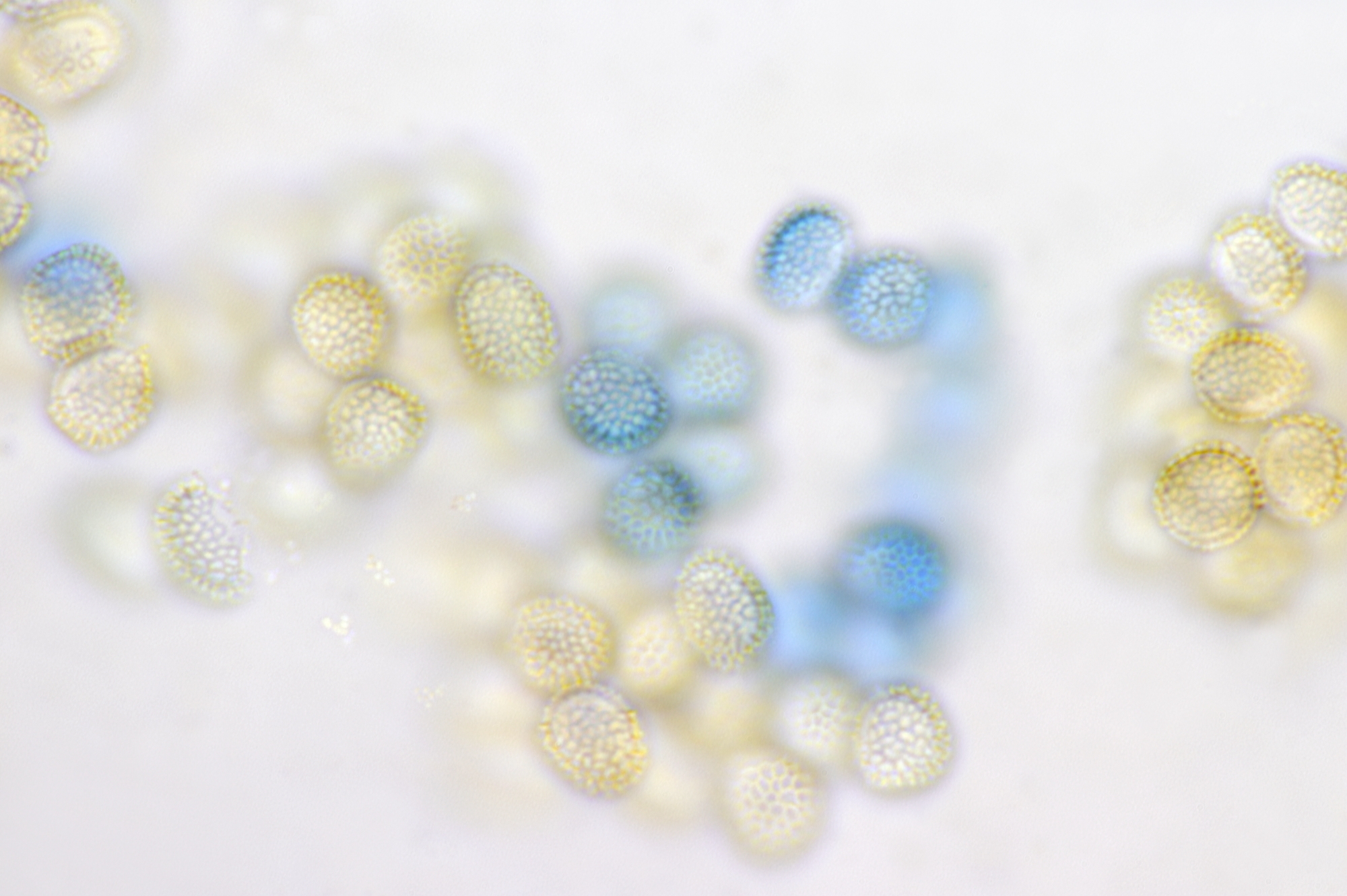
Sporen
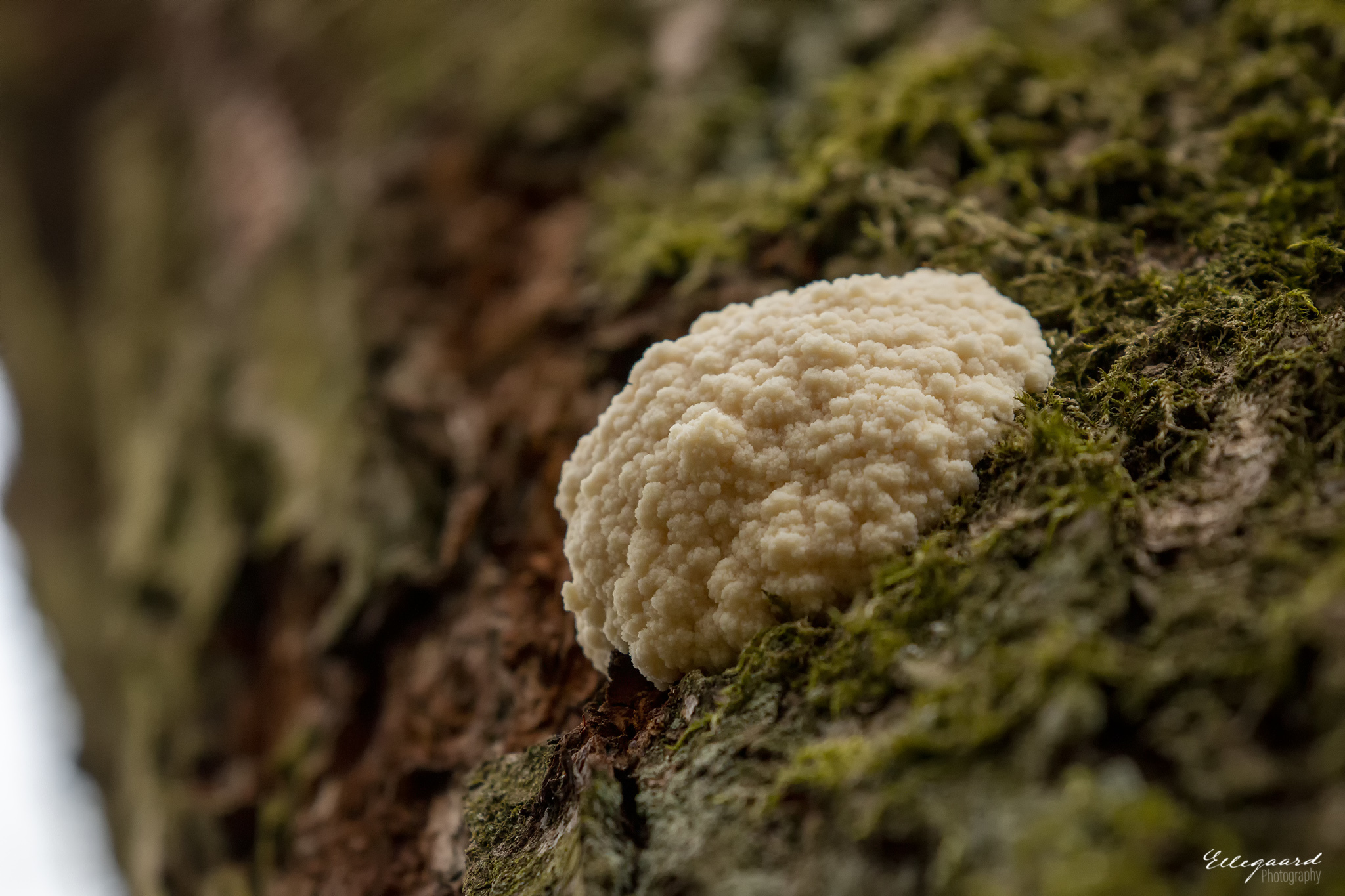
Bruinig aethalium
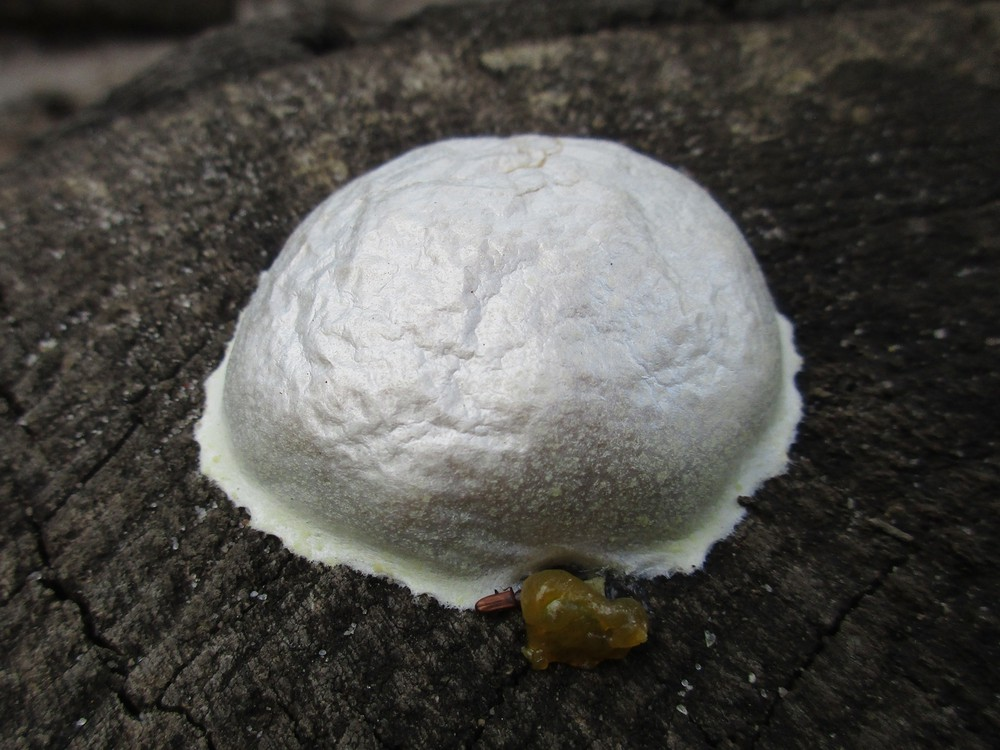
Wit aethalium